# Panopea
Panopea is een geslacht van tweekleppige weekdieren, dat fossiel bekend is vanaf het Vroeg-Krijt. Beschreven door François Ménard de la Groye in 1908

## Beschrijving
De dunwandige schelp van deze tweekleppige bevat een sculptuur van onregelmatige grove groeilijnen. Oudere soorten hadden regelmatige, concentrische golflijnen. Beide kleppen bevatten slechts een centrale tand en een hoger liggend gedeelte ter aanhechting van het resilium (in een groeve op de slotplaat gelegen kussentje van elastisch materiaal dat de kleppen uiteen drukt). De lengte van de schelp bedraagt ongeveer 3,5 centimeter.

## Leefwijze
Dit geslacht leeft in silt en modder.

## Soorten
- Panopea abbreviata Valenciennes, 1839
- † Panopea abrupta (Conrad, 1849)
  - = Panopea tyosiensis Ozaki, 1952
- Panopea australis (G.B. Sowerby I, 1833)
  - = Panopea hedleyi Finlay, 1927
- Panopea bitruncata (Conrad, 1872)
- † Panopea faujasi (Ménard de la Groye, 1807)
- Panopea generosa Gould, 1850 - zwanenhalsmossel
- Panopea japonica A. Adams, 1850
- Panopea globosa Dall, 1898
- Panopea glycimeris (Born, 1778)
  - = Panopea aldrovandi Ménard de la Groye, 1807
  - = Panopea cyclopana Monterosato, 1889
  - = Panopea glycymeris (Born, 1778)
- † Panopea ralphi (Finlay, 1926)
- Panopea smithae Powell, 1950
- † Panopea worthingtoni Hutton, 1873
- Panopea zelandica (Quoy & Gaimard, 1835)
  - = Panopea solandri Gray, 1843

### Niet meer in dit geslacht
- Panopea middendorffii A. Adams, 1854 = Panomya norvegica (Spengler, 1793)
- Panopea norvegica (Spengler, 1793) = Panomya norvegica (Spengler, 1793)
- Panopea plicata (Montagu, 1803) = Saxicavella jeffreysi Winckworth, 1930 - geplooide rotsboorder
- Panopea spengleri Valenciennes, 1839 = Panomya norvegica (Spengler, 1793)